# 楊不平
楊不平（1897年—1973年6月7日），名宗寶、度普，筆名楊三、楊多病、丁酉生。江西省南昌縣人。民國37年（1948年）在農會中區當選第一屆立法委員。

## 生平[1][2][3][4][5]
- 心遠中學
- 1914年，考入天津軍醫學校
- 1920年，畢業於軍醫學校眼科研究班。爾後在上海行醫，同時擔任上海《申報》《時報》特約記者
- 1924年，被聘為心遠中學訓導主任兼國文教員，兼任女子師範教員及江西新聞日報編輯
- 1926年，自辦《民聲報》
- 1928年，往南京，在軍醫司任中校科長
- 1931年，任江西陸軍醫院上校院長
- 1933年，經熊式輝指定為江西省黨部特派員，兼江西省禁菸委員會委員，後當選中國國民黨江西省黨部執行委員
- 1937年抗日戰爭爆發，任軍醫署贛辦事處少將處長，併兼任江西省傷兵管理處副處長，1939年3月，日軍攻占南昌，辦事處遷往吉安
- 1940年，當選為中國國民黨江西省黨部監察委員
- 1942年2月，自籌資金創辦《文山報》，同年冬，當選為國民參政員
- 1948年，當選立法委員，曾出席第一會期農林及水利委員會(召集委員)、內政及地方自治委員會、國防委員會，有「嚴控物價、懲辦貪污」「清查苛捐雜稅」等提案
- 1949年後，當選南昌市衛生工作者協會主席
- 1952年，,參加八一革命大學研究部學習。其後，在南昌市第三人民醫院行政幹事
- 1955年，撫順戰犯管理所關押改造[6]
- 1973年6月7日，因喉癌在撫順市第三人民醫院病逝[7]